# Lluís de França (delfí de França)
Lluís de França (Palau de Versalles, 4 de setembre de 1729 – 20 de desembre de 1765) va ser un príncep francès, fill de Lluís XV, i delfí de França i com a tal hereu al tron. Amb tot va morir abans que el seu pare, i no va cenyir mai la corona però és el pare de tres reis de França: Lluís XVI, Lluís XVIII i Carles X.

## Educació del Delfí
L' educació de l'hereu, delfí, va ser confiada a Jean-François Boyer, bisbe de Mirepoix. Va ser un alumne molt brillant, va aprendre perfectament llatí, anglès i va ser excelent en moltes altres disciplines. En canvi, detestava l'activitat física, però va ser un bon músic.
Quan ell tenia 7 anys, el seu pare rei va obrir la Cort a la seva primera favorita, la comtesse de Mailly. Madame de Mailly aviat va ser substituïda al llit reial per la seva germana, la comtesse de Vintimille que morí en el part (1741). La germana de les dues precedents, la marquise de La Tournelle (aviat dita duchesse de Châteauroux) la va succeir.
Molt afectat per la separació oficiosa dels seus pares, va optar per una devoció profunda i assumida.

## Matrimonis del Delfí
Per la política de reconciliació de les dues branques dels Borbons (francesa i espanyola),va portar a casar l'any 1745 a Louis-Ferdinand amb la seva cosina l'infanta Maria Teresa, filla de Felip V.
En aquesta ocasió el rei va fer una relació amb Jeanne Le Normant d'Étiolles, aviat ennoblida amb el títol de marquesa de Pompadour
Maria-Teresa morí l'any següent havent tingut una filla que no va arribar als 2 anys. Pels consells de Maurice de Saxe i de la marquesa de Pompadour el rei escollí com a segona esposa a Marie-Josèphe de Saxe, filla d'August III, rei de Polònia. El matrimoni se celebrà a Versalles el 9 de febrer de 1747.

## Mort del Delfí
Fins a la primavera de 1765, la salut del delfí no va donar cap signe d'inquietud. Durant el mes d'agost, el delfí es refreda i després li puja la febre durant uns exercicis militars. ha d'anar al llit i es recupera uns dies més tard sense deixar però de tossir. Té una crisi de disenteria amb forta i persistent tos. Lluís XV li envia el seu metge personal, el doctor Jean-Baptiste Sénac però és refusat pel príncep.
Després la seva malaltia arriba als pulmons, es creu que es tracta d'una bronquitis crònica o una pneumònia,fins i tot tuberculosi.
Per oblidar el drama, Lluís XV s'entregà a càlculs d'astronomia amb el seu amic Cassini de Thury.
El 13 novembre de 1765, el delfí demanà rebre els darrers sagraments. Finalment, tres mesos més tard, mor de tuberculosi.
Segons les seves darreres voluntats, el príncep va ser enterrat a la catedral de Sens.
François de Robespierre, pare de Maximilien de Robespierre, constata la inquietud general i sembla indignar-se per la manca de compassió dels advocats.

## Tomba del Delfí
La tomba de la parella del delfí i la seva segona esposa va ser profanada el març de 1794 pels revolucionaris els quals llençaren els cadàvers a una fossa comuna de la ciutat.
El seu mausoleu, obra de Guillaume Coustou, va ser erigit el 1777 en el cor de la catedral.
Amb la Restauració francesa, per ordre del rei Louis XVIII, fill del delfí, es recuperà el seu cadàver i tornà a la catedral l'any 1814. L'any 1852, aquest mausoleu es traslladà a la capella de Sainte Colombe on es troba actualment.